# Что стало с моей страной?
«Что стало с моей страной?» — второй эпизод девятнадцатого сезона мультсериала «Южный парк».

## Сюжет
Барак Обама награждает Кайла за его признание, что Кейтлин Дженнер — герой (в предыдущем эпизоде). Его награда — это отправка домой вместе с Кейтлин Дженнер, которая сбивает пешехода, покидая Белый дом.
Мистер Гаррисон отмечает, что многие канадцы находятся в США нелегально. Когда он выражает нетерпимость к канадским ученикам, ПК-директор организовывает курсы канадского языка для учителей. Гаррисон сочиняет песню «Что стало с моей страной?», в которой причитает, как иммиграция разрушает его страну. Он использует песню, чтобы склонить горожан к своему мнению. Когда Гаррисон прерывает выступление канадских учеников по истории Канады, ПК-директор увольняет его. Картман и его друзья решают, что единственный способ обеспечить мир — это устроить романтические отношения между школьниками из США и Канады. За такую сложную работу берётся Баттерс.
Гаррисон призывает весь город «поиметь канадцев до смерти», а затем построить стену, чтобы предотвратить дальнейшее развитие нелегальной иммиграции из Канады. Однако выясняется, что Канада уже построила огромную стену. Гаррисон пробирается в Канаду, проплыв по Ниагарскому водопаду в бочке.
Тем временем Баттерс начинает встречаться с канадкой по имени Шарлотта. На ужине с её семьёй он узнаёт, что они и другие канадцы выехали из Канады нехотя. Отец Шарлотты объясняет, что на последних канадских выборах был кандидат, который не предлагал реальных путей решения проблемы, а только обострял проблему, поэтому люди не принимали его всерьёз как кандидата. Благодаря тому, что люди позволили шутке зайти слишком далеко, он и стал президентом. После ужина Баттерс раскрывает свои романтические чувства к Шарлотте, которая отвечает взаимностью.
Перебравшись через границу, едва уцелевший Гаррисон замечает, что Канада стала безлюдной. Пробравшись в офис президента, Гаррисон изнасиловал его до смерти. Услышав новость о том, что президент Канады мёртв, иммигранты возвращаются обратно в Канаду. Гаррисон, вернувшись в США, рассказывает о своих намерениях отправиться в Вашингтон. Кайл отмечает, что конфликт фактически вытекает из такой враждебной политики, но вдруг замолкает, потому что «никто не хочет ещё одну речь». Гаррисон и Кейтлин Дженнер уезжают в Вашингтон.

## Рецензии
Серия получила положительные отзывы. Макс Николсон из IGN поставил 8.0 из 10, отметив едкую сатиру на Дональда Трампа. Крис Лонго из Den of Geek оценил в 4 из 5 звёзд, а Дэн Кэффри The A.V. Club поставил A-. Свой обзор серии подготовил и журнал Rolling Stone.